# Cheimacheramus rossi
Cheimacheramus rossi is een schietmot uit de familie Sericostomatidae. De soort komt voor in het Afrotropisch gebied.